# Vieux-Vy-sur-Couesnon
Vieux-Vy-sur-Couesnon (en bretó Henwig-ar-C'houenon, en gal·ló Vioez-Vic) és un municipi francès, situat a la regió de Bretanya, al departament d'Ille i Vilaine. L'any 2006 tenia 1.043 habitants.

## Demografia
| 1962                                       | 1968 | 1975 | 1982 | 1990 | 1999 |
| ------------------------------------------ | ---- | ---- | ---- | ---- | ---- |
| 1.023                                      | 941  | 928  | 835  | 863  | 861  |
| Des de 1962: població sense dobles comptes |      |      |      |      |      |

## Administració
| Període   | Identitat     | Partit |
| --------- | ------------- | ------ |
| 2001-2008 | Yves Maillard |        |
| 2008-     | Joël Hardy    |        |